# Hyosung GV250 Aquila
La Hyosung GV250 Aquila es una motocicleta de tipo cruiser, equipada con un motor bicilíndrico de cuatro tiempos y 250 cc. Este motor y una estética custom que recuerda a las clásicas Harley-Davidson o Indian junto con un precio muy ajustado la han situado entre los cinco modelos más vendidos en los últimos años en España, preferentemente entre quienes se inician en el motociclismo o tienen restringido el acceso a motocicletas de más de 48 cv (35 kW) de potencia durante sus dos primeros años de carné A2.
Es una moto sobredimensionada, que recuerda a otras motocicletas custom mucho más grandes y potentes, disimulando con bastante éxito su baja cilindrada. Además, su instrumentación es inusitadamente abundante en una motocicleta de su categoría, incluyendo elementos como cuentarrevoluciones, indicador de nivel de gasolina, y otros elementos de los que carecen sus competidoras.

## Precio
Su precio (2012) en España, con IVA y pendiente de matricular es de 3.329 €.

## Problemas conocidos
Todas las motocicletas presentan algún que otro problema, y la Aquila GV250 con un precio tan ajustado no podía ser menos. Algunos de los problemas más frecuentes recopilados por docenas de usuarios internautas incluyen una pérdida de potencia en algunas marchas entre las 5500 y 6000 rpm que se soluciona por lo general con un cambio del sistema de encendido CDI, debido al parecer a una partida defectuosa de este elemento. Otro problema bastante extendido hace referencia al cambio de marchas, que a veces va demasiado duro o resulta muy difícil -casi imposible, incluso- meter el punto muerto. Sin embargo este último suele solucionarse ajustando la tensión del cable del embrague, operación que cualquier usuario puede realizar por sí mismo.Si dicho problema persiste conviene revisar el correcto montaje del muelle/selector situado en la parte inferior del motor (junto al de vaciado del aceite) ya que en multitud de unidades lo hemos encontrado mal montado, el orden correcto de los elementos es tornillo-arandela-muelle-selector.

## GV 250i AQUILA DR 2018-2019
A finales de 2017 Hyosung sacó el modelo DR 2018 con un doble árbol de levas y cumpliendo la normativa europea de contaminación E4 y una potencia de 25,8 CV a 9.000 rpm.

## Sus competidoras directas
- Suzuki GZ250 Marauder
- Suzuki Intruder 250
- Honda CMX 250 Rebel
- Yamaha XV 250 Virago
- Kymco Venox 250